# Dãy núi Trung Ương

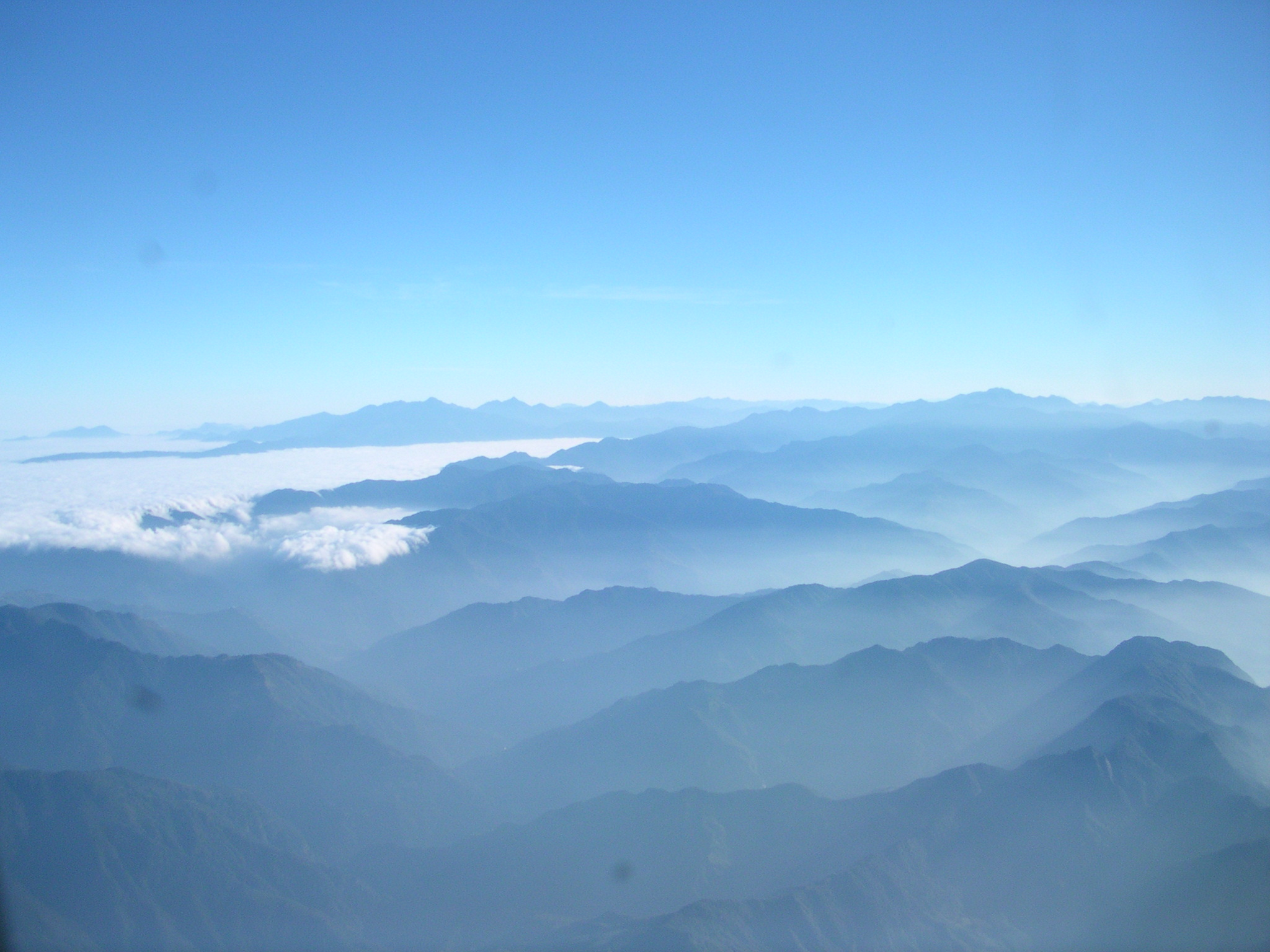
Dãy núi Trung ương nhìn từ máy bay

Dãy núi Trung ương (tiếng Trung: 中央山脈; bính âm: Zhōngyāng Shānmò; Wade–Giles: Chung-yang Shan-mo; Bạch thoại tự: Tiong-iong Soaⁿ-lêng, Hán Việt: Trung ương sơn mạch), là dãy núi chính của Đài Loan. Dãy núi này chạy dọc từ bắc xuống nam của hòn đảo, tuy nhiên vị trí của dãy núi nằm lệch về phía đông. Do sự chia cắt này, việc kết nối giữa phía tây và phía đông Đài Loan không được thuận tiện. Đỉnh cao nhất của dãy núi là Tú Cô Loan (秀姑巒山), cao tới 3.860 mét (12.664 feet). Dãy núi Trung ương nằm trong vùng sinh thái rừng xanh cận nhiệt đới Đài Loan, với chủng loại cây rừng thay đổi theo độ cao.
Theo một quan điểm rộng hơn, dãy núi Trung ương bao gồm cả các dãy núi liên hợp như Tuyết Sơn và Ngọc Sơn, như vậy đỉnh cao nhất của dãy núi Trung ương sẽ là Ngọc Sơn cao 3.952 mét (12.966 feet), và đỉnh cao thứ hai là Tuyết Sơn cao 3.886 mét (12.749 feet).

## Danh sách đỉnh núi
- Tú Cô Loan Sơn (秀姑巒山)（3.825 mét）
- Mã Bác Lạp Tư Sơn (馬博拉斯山)（3.785 mét）
- Nam Hồ Đại Sơn (南湖大山)（3.742 mét）
- Trung ương Tiêm Sơn (中央尖山)（3.705 mét）
- Quan Sơn (關山)（3.668 mét）
- Đỉnh Kỳ Lai Chủ Sơn Bắc (奇萊主山北峰)（3.607 mét）
- Hướng Dương Sơn (向陽山)（3.602 mét）
- Kỳ Lai Chủ Sơn (奇萊主山)（3.560 mét）
- Tam Xoa Sơn (三叉山)（3.496 mét）
- Hiệp Hoan Sơn (合歡山)（3.416 mét）
- Đan Đại Sơn (丹大山)（3.325 mét）
- Năng/Nại/Nai Sơn (能高山)（3.262 mét）

## Thư viện ảnh

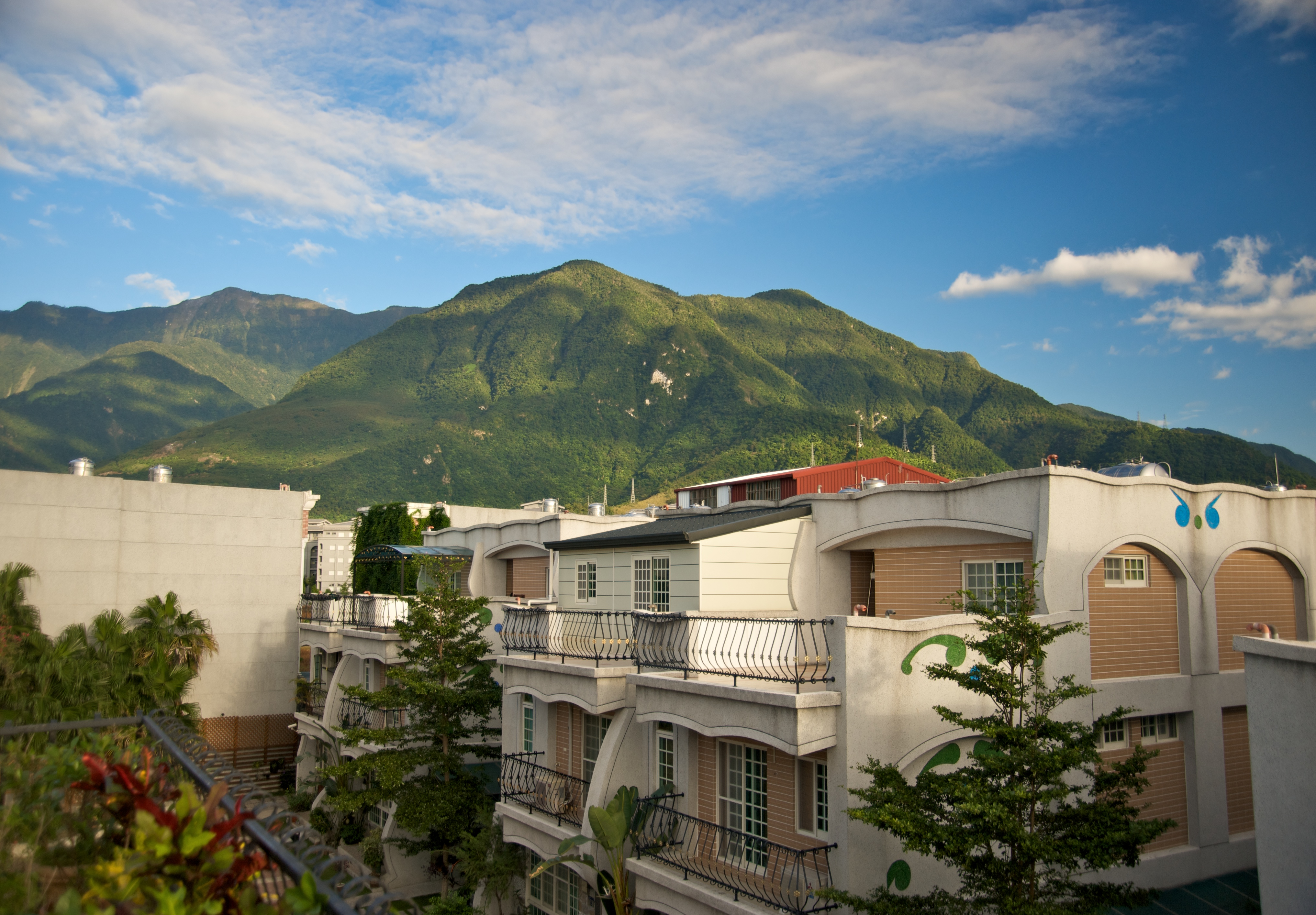
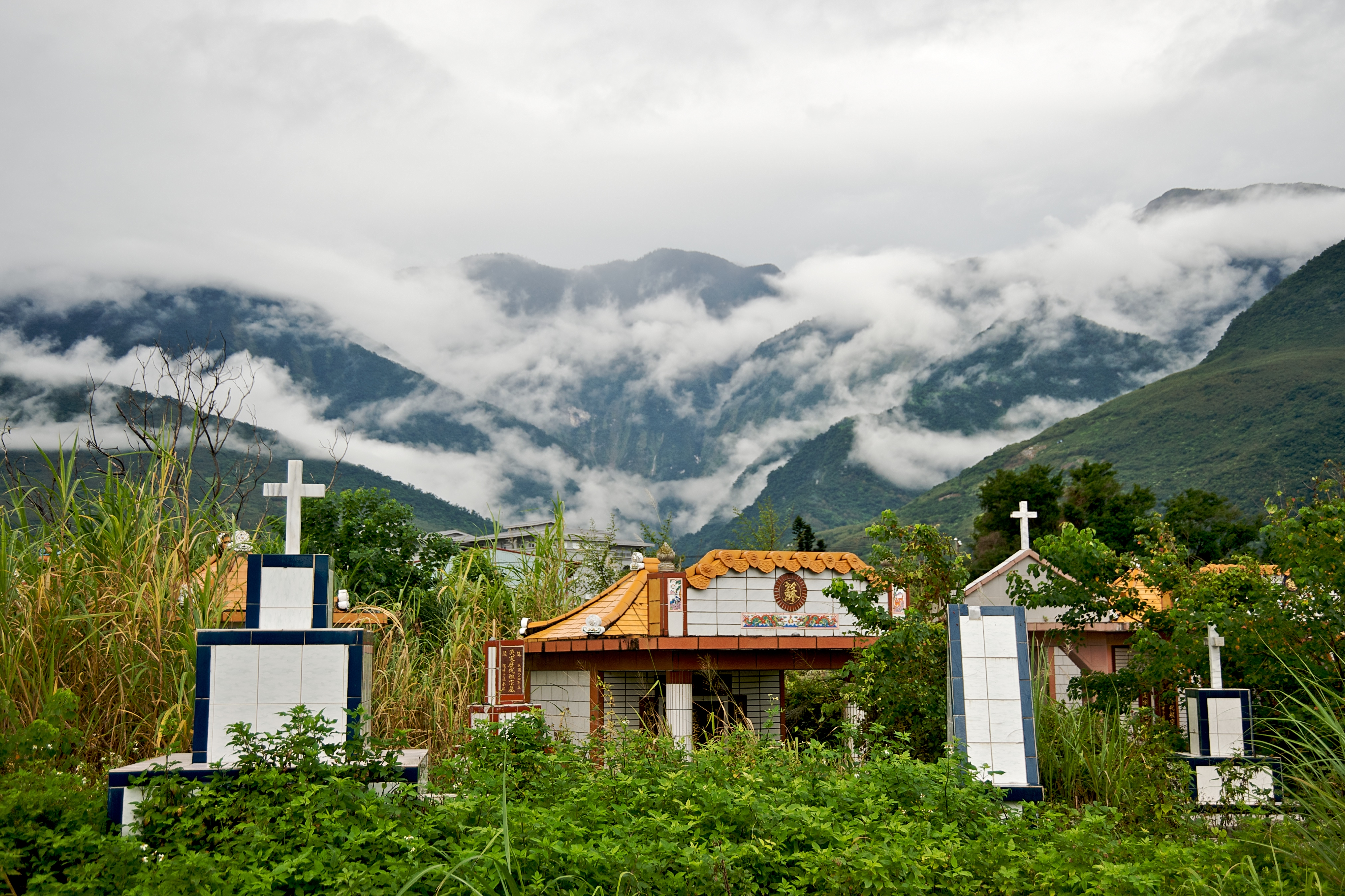
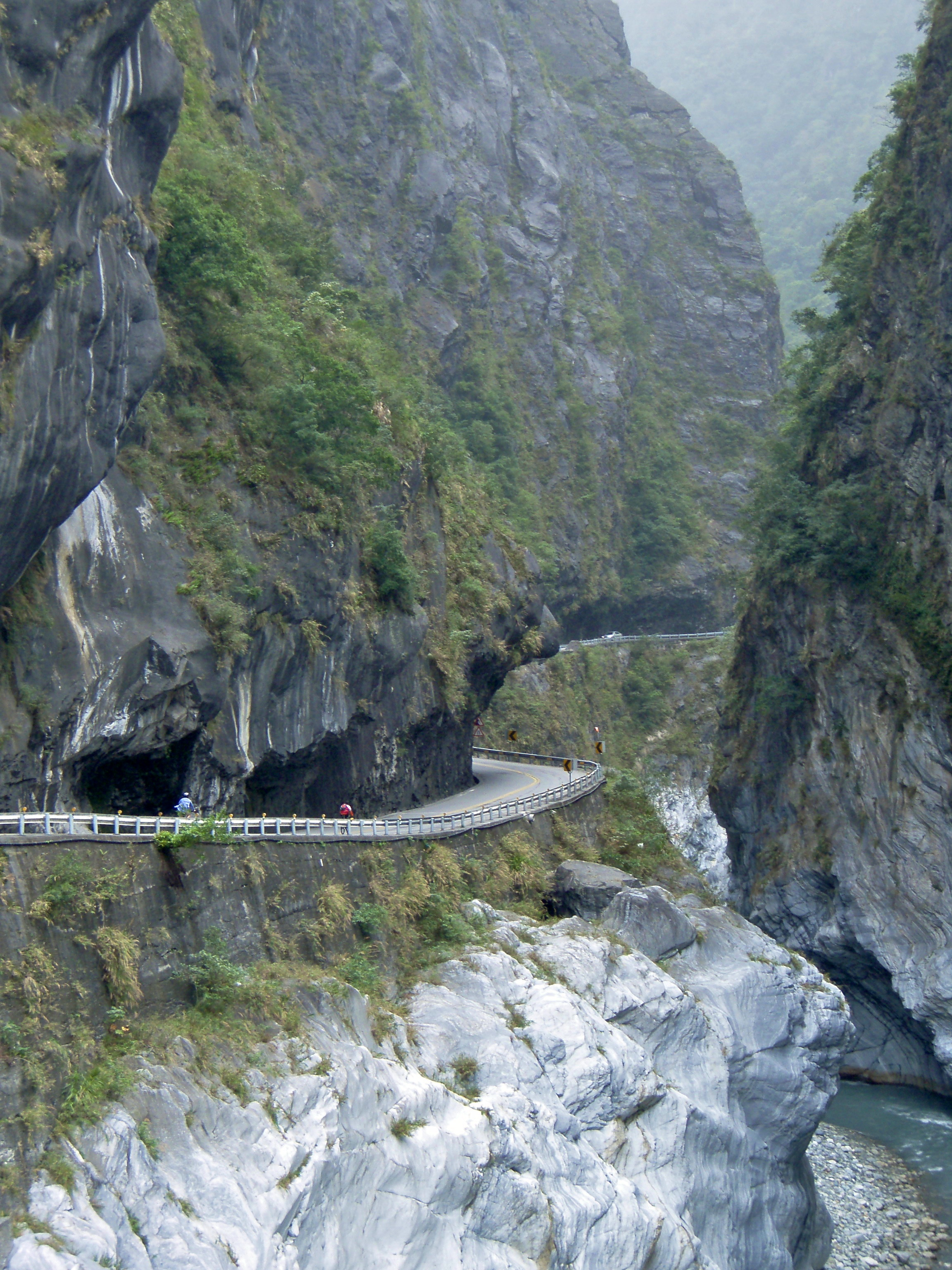
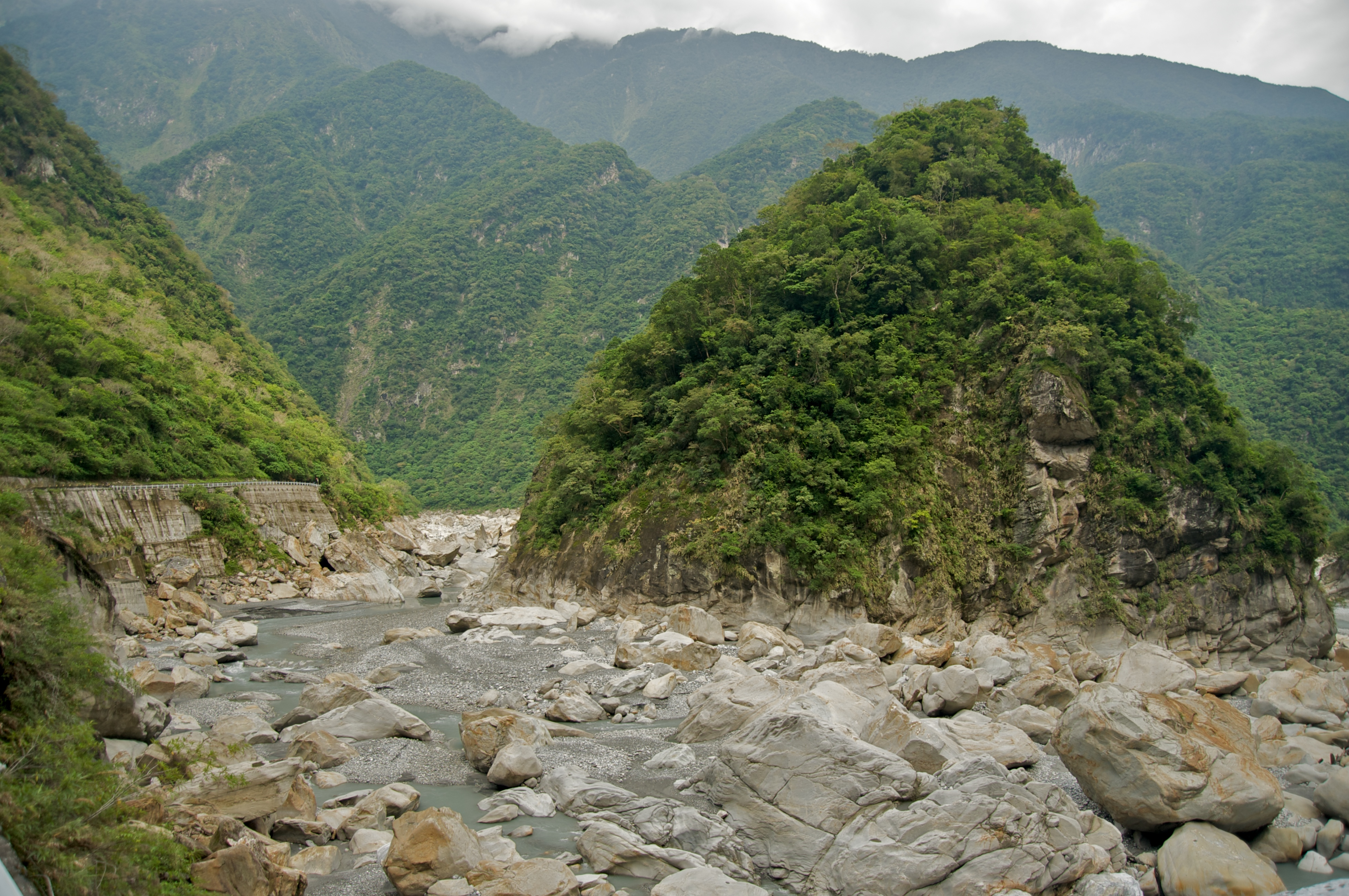
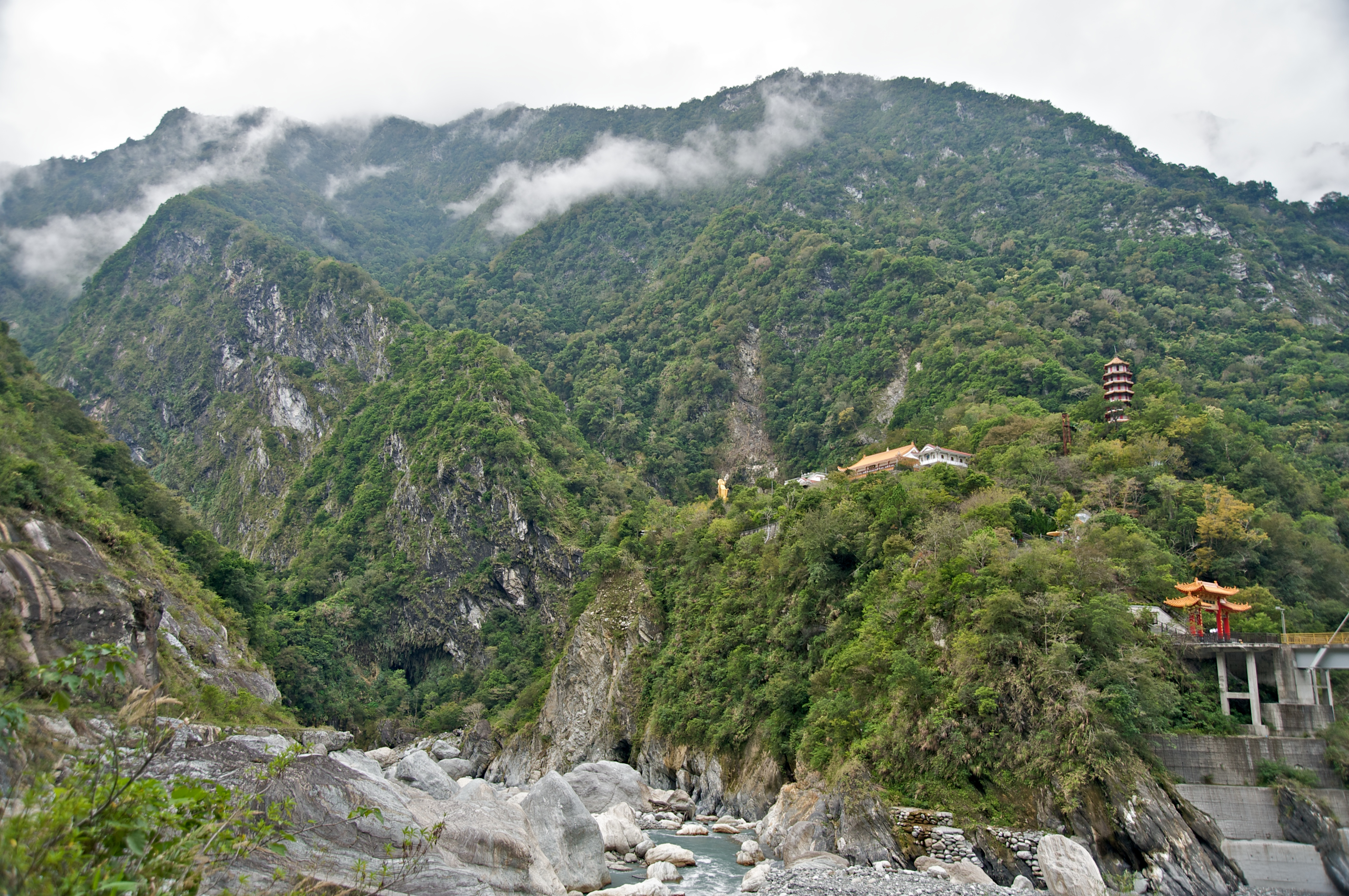
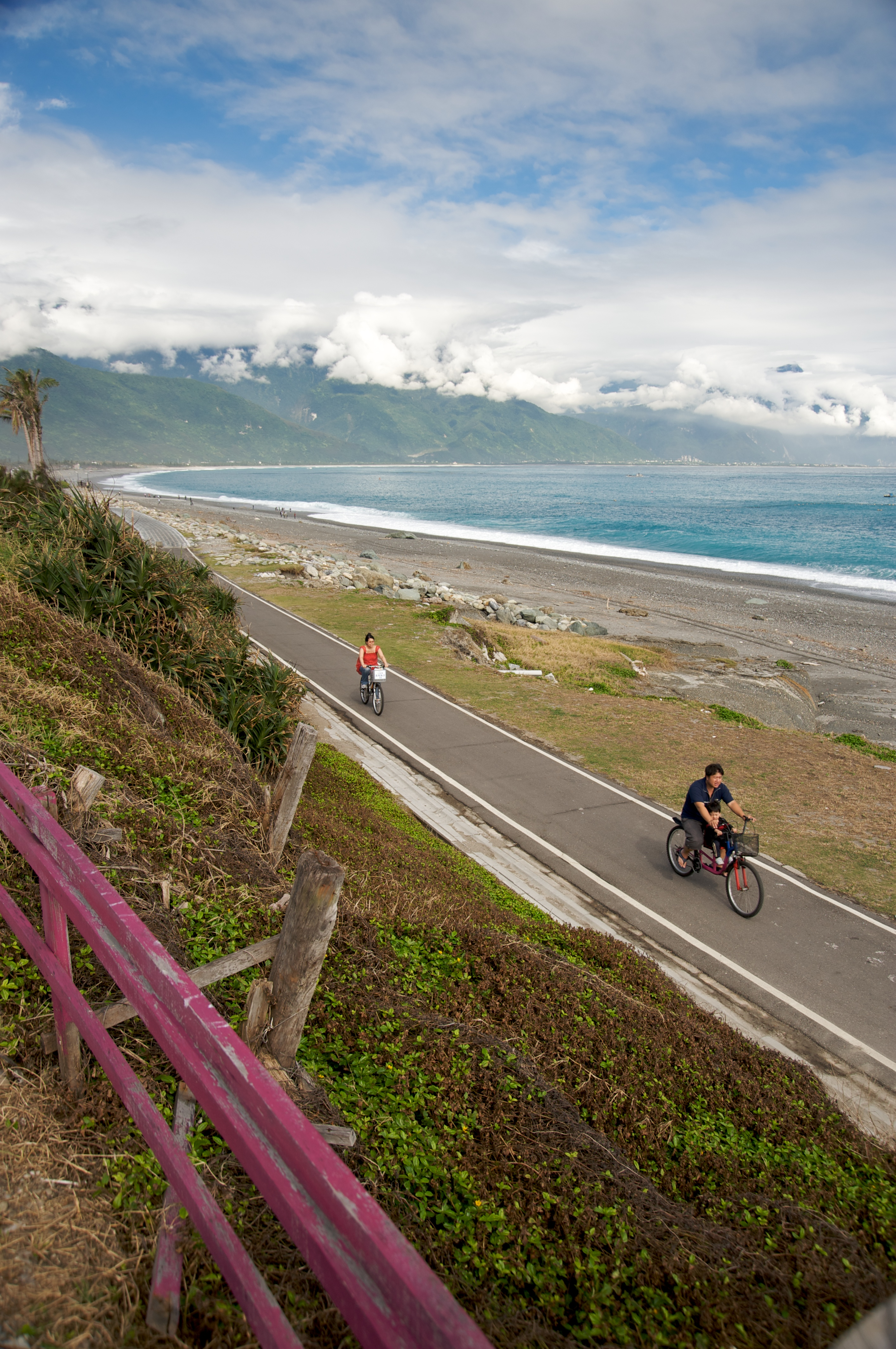
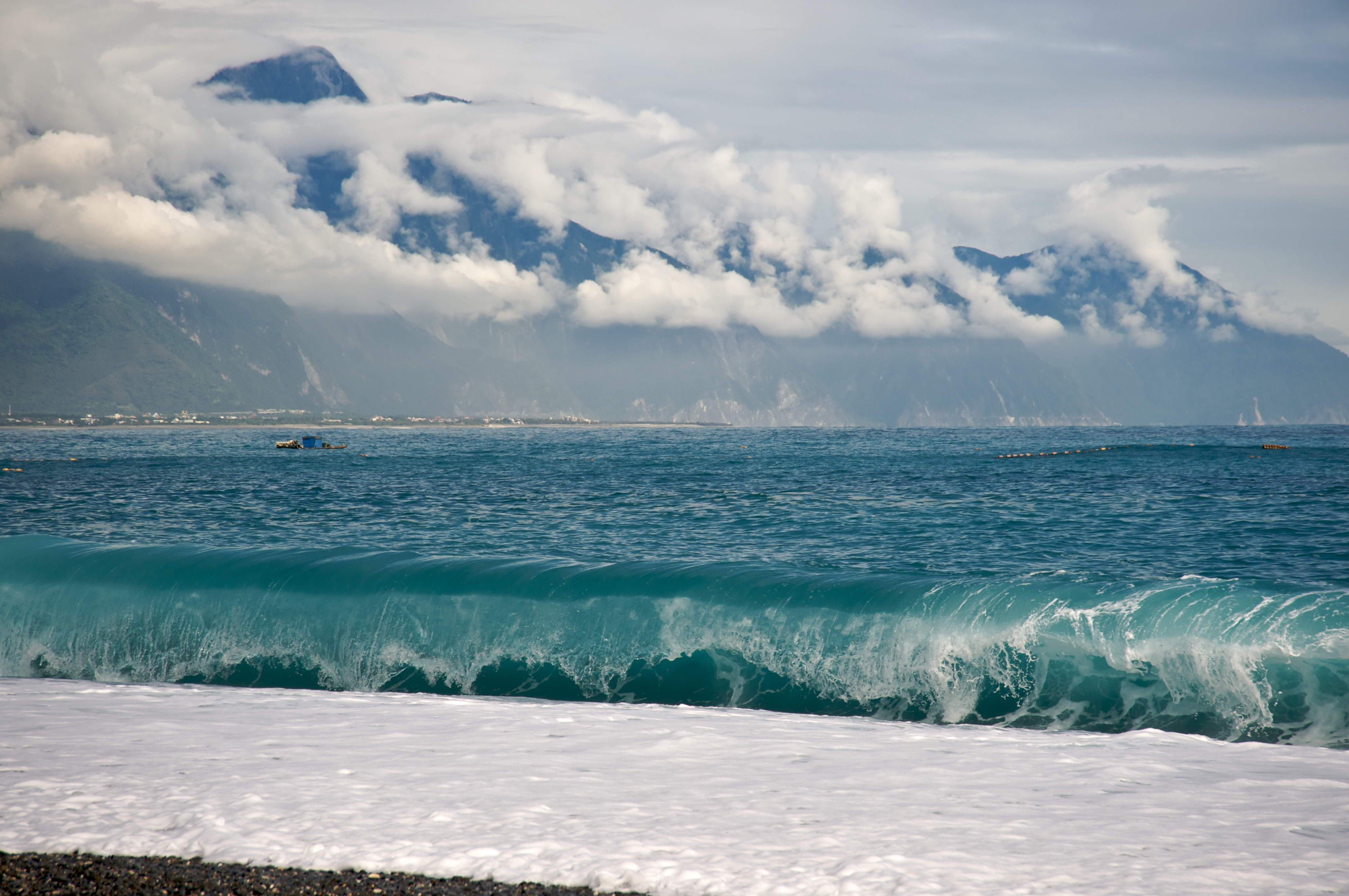